# Các bức vẽ trên đá ở Sierra de San Francisco
Các bức vẽ trên đá ở Sierra de San Francisco là một nghệ thuật trên đá tượng hình được tìm thấy tại dãy núi Sierra de San Francisco thuộc khu vực đô thị Mulegé, phía Bắc bang Baja California Sur, Mexico.

## Lịch sử
Các hình vẽ nhiều khả năng là sản phẩm nghệ thuật của những người Cochimí trên Bán đảo Baja California. Nền văn hóa của họ đã bị tuyệt chủng trong thế kỷ 19 nhưng lại tương đối nổi tiếng qua các tác phẩm của các nhà truyền giáo dòng Tên thế kỷ 18. Những bức vẽ trên mái và tường đá ở Sierra de San Francisco đã được phát hiện đầu tiên bởi những người châu Âu trong thế kỷ 18 bởi một tu sĩ truyền giáo dòng Tên là José Mariano Rotea.
Theo một số tín ngưỡng bản địa được ghi lại bởi các tu sĩ dòng Tên và những người khác thì các bức tranh được vẽ lại bởi những người khổng lồ - một giả thuyết đã bị các nhà khoa học loại bỏ vào cuối thế kỷ 19. Niềm tin này có thể do kích thước của các hình vẽ vĩ đại hơn so với thông thường do con người tạo ra. Một số nhà quan sát suy đoán rằng, các bức vẽ có liên quan đến ma thuật săn bắn, thực hành tôn giáo, thờ cúng tổ tiên nhưng lại không có sự đồng thuận về những giải thích này. Tại đây còn có các hình vẽ động vật gồm hươu, cừu hoang, thỏ, báo, linh miêu, cá, cá voi, rùa và các loài chim. Một số yếu tố trừu tượng khác cũng được mô tả. Thông qua định tuổi bằng đồng vị phóng xạ cacbon thì các nhà khoa học ước tính từ năm 5500 TCN đến khoảng thế kỷ 18.

## Mô tả
Các bức vẽ trên đá nằm rải rác tại khoảng 250 địa điểm ở phía đông Khu dự trữ sinh quyển El Vizcaino. Để đến được đây là cực kỳ khó khăn do vị trí bị cô lập của nó. Chính điều này cũng đã giúp các bức vẽ giảm thiểu được sự phá hoại bởi con người.
Khu vực là nơi tập trung quan trọng nhất về nghệ thuật Thời kỳ tiền Colombo trên bán đảo Baja California. Các bức vẽ vừa mang tính thẩm mỹ cả về quy mô, chất lượng, sự đa dạng cũng như độc đáo về cuộc sống con người, động vật, màu sắc và được bảo quản một cách tuyệt vời. Chính vì vậy mà năm 1989, Các bức vẽ trên đá ở Sierra de San Francisco đã được UNESCO công nhận là Di sản thế giới.